# Slag om Leuven (1944)
De Slag om Leuven was een vijandelijk treffen dat op 4 september 1944 plaatsvond in en rond de bezette Vlaamse stad Leuven.
Na de Slag om Leuven in 1940 die in het voordeel van de Duitsers werd beslecht, werd Leuven vier jaar bezet. Op 1 september 1944, bijna 3 maanden na de Landing in Normandië, begon de Duitse uittocht uit Leuven. Een colonne militaire voertuigen, aangevuld met opgeëiste vrachtwagens en fietsen sloeg op de vlucht, terwijl een kleine groep Duitsers zich opmaakte voor de confrontatie met de geallieerde troepen.
Op 4 september rond 15:00 bereikten de eerste Britse verkenningseenheden Leuven via de Tervuursesteenweg. De dag ervoor was Brussel immers bevrijd. Daarop volgde een kort maar hevig gevecht, met uiteindelijk een geallieerde overwinning. Tegen de avond waren de laatste Duitse soldaten gevlucht en was ook Leuven bevrijd.